# Anemofilia

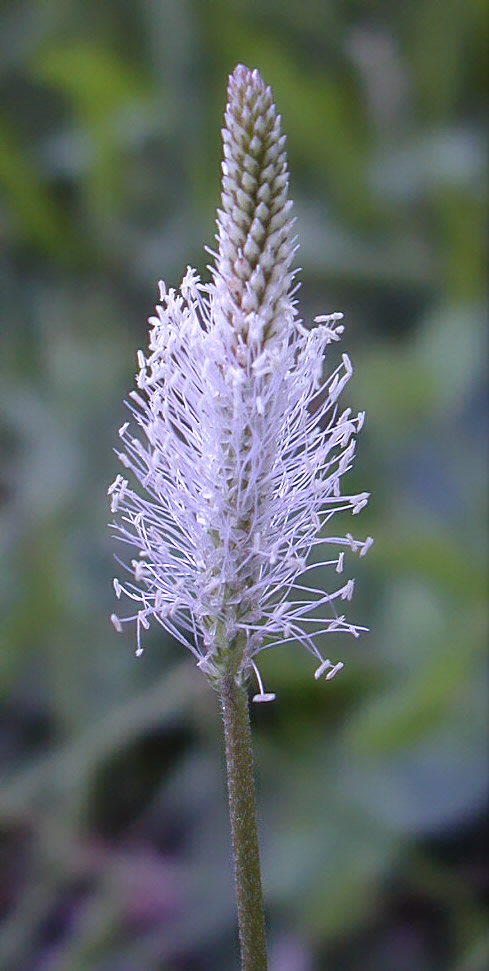
Las anteras se agitan por el viento en la inflorescencia del llantén (Plantago media)

En botánica se denomina anemofilia a la adaptación de muchas plantas espermatofitas que aseguran su polinización por medio del viento. El término se aplica también a cualquier dispersión de esporas realizado por el viento, como ocurre en muchos hongos o en los helechos.

## Especies anemófilas

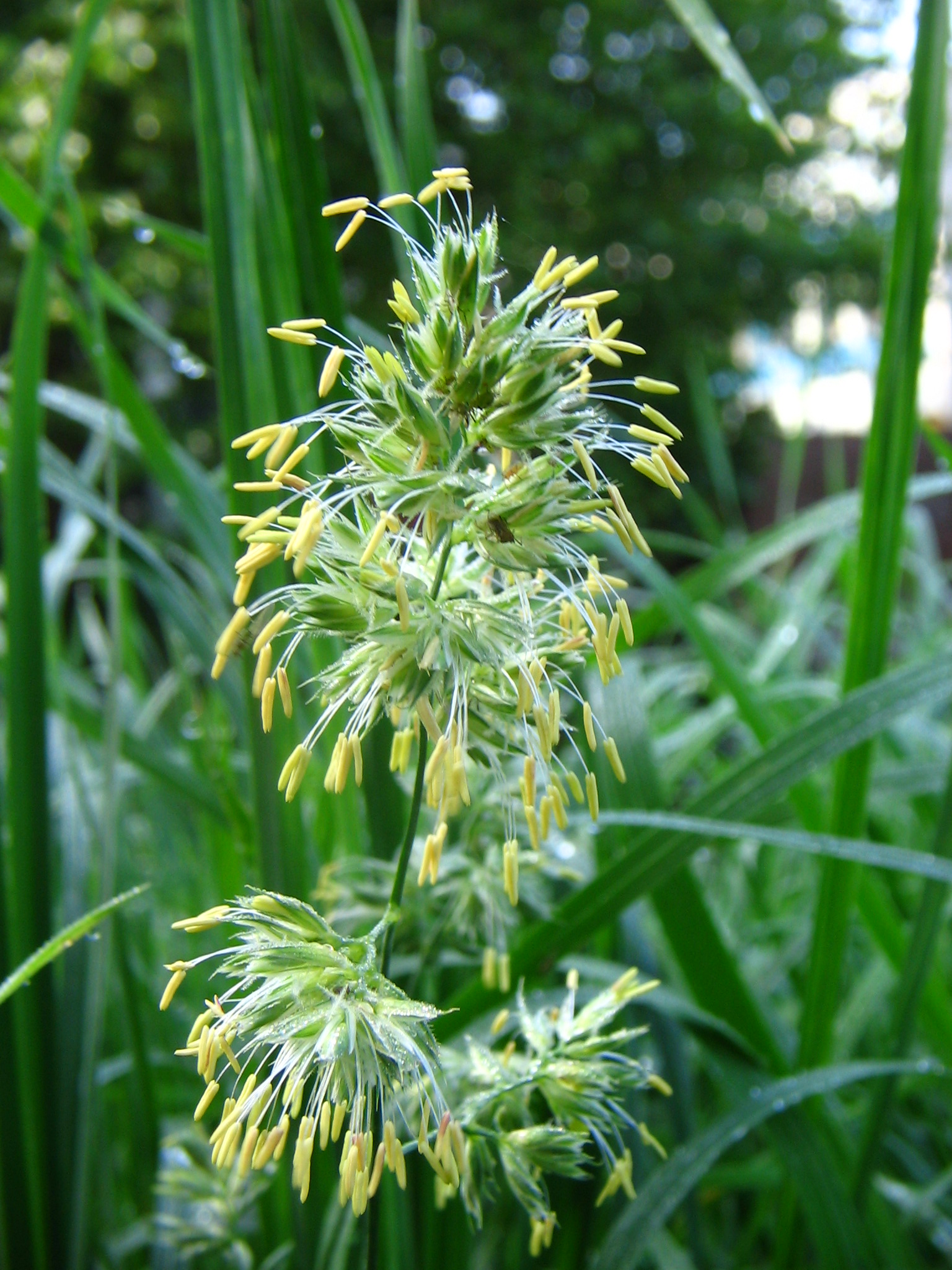
Inflorescencia de Dactylis glomerata (pasto ovillo, una poaceae). La anemofilia es típica de las gramíneas.

La anemofilia es propia de especies que constituyen poblaciones densas en formaciones vegetales monoespecíficas o pauci específicas (con una o pocas especies), en donde son las especies dominantes del ecosistema. Solo así puede ser eficaz la polinización por el viento. Las plantas que crecen dispersas, perdidas entre pies de otras especies, suelen ser polinizadas por insectos u otros animales es decir zoófilas, porque necesitan vectores especializados capaces de encontrar sucesivamente a los pocos individuos existentes en un área determinada. Las especies anemófilas tienen que producir en cambio cantidades muy grandes de polen, lo que es a veces muy perceptible en bosques de pinos, cuando el suelo se tiñe de amarillo por la gran cantidad de polen que estas especies producen durante la floración. Solo cuando se dan estas dos condiciones puede asegurarse la polinización.
Entre los árboles la condición anemófila es propia de las coníferas, que tienden a formar bosques monoespecíficos en las latitudes frías y las montañas, o de los árboles dominantes en los bosques de las latitudes templadas, como robles o hayas. La anemofilia no se encuentra en los árboles de los bosques ricos en especies propios de las regiones tropicales. La anemofilia es también característica de las gramíneas y otras plantas próximas (como las ciperáceas) que constituyen formaciones herbáceas abiertas, donde no encuentra obstáculos el viento.
Otro grupo de polinización anemófila es la familia Juglandaceae, constituida por los géneros Juglans, que agrupa las especies de nogal, Carya y Pterocarya.

En América del Sur, la familia Nothofagaceae que forma densos bosques, son polinizados por el viento. Ejemplos son la Lenga, el Coigüe y el Ñire.
Uno de los ejemplos más conocidos es el de la planta Cannabis sativa, esta planta posee pequeñas flores las cuales son polinizadas por brisas de viento.

## Síndrome floral abiótico

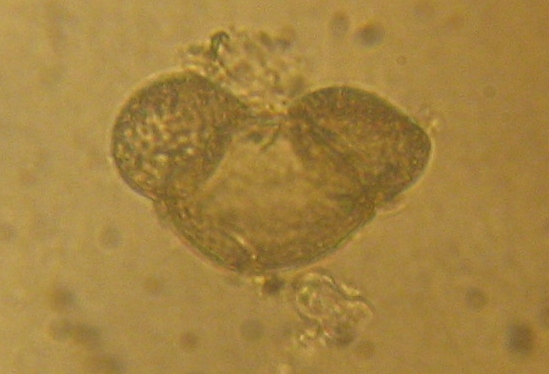
Grano de polen de pino (Pinus sylvestris) mostrando los dos sacos de aire laterales que le permite flotar mejor en el viento.

La anemófilia involucra una gran cantidad de adaptaciones a nivel de inflorescencias, flores y gametófitos. Así, las especies anemófilas suelen presentar flores poco vistosas, sin pétalos atractivos o, directamente, sin pétalo alguno, como en los fresnos. Esta desaparición del perianto también se aplica a otras estructuras bastante típicas tales como nectario, osmóforos y guías de néctar, los cuales se tornan innecesarios en estas especies. Además, las flores se disponen en inflorescencia frecuentemente péndulas (como por ejemplo en los amentos masculinos péndulos de Corylus, Alnus y Quercus).
Asimismo, las especies anemófilas caducifolias suelen florecer temprano, antes que el follaje aparezca, de modo tal que el mismo no obstaculice la circulación del polen (ejemplo, en los robles, alisos, fresnos, sauces, álamos y olmos).
Este particular modo de polinización requiere que el polen sea pequeño o con una relación superficie/volumen muy grande, lo que reduce su velocidad de sedimentación y facilita que llegue más lejos cuando es arrastrado por el viento. Así, por ejemplo, las compuestas del género Artemisia presentan un polen pequeño, liso y seco, mientras que la mayoría de los miembros de la familia lo presentan más grande, ornado y cubierto de aceites, lo que facilita la aglutinación y la adherencia a vectores animales. En los pinos la ligereza se consigue por medio de dos sacos aéreos huecos, lo que reduce su densidad y aumenta la superficie de rozamiento. Asimismo, los granos de polen de las especies anemófilas carecen de cemento polínico, son secos y frecuentemente de exina lisa, por ello se separan fácilmente unos de otros.
La producción de gran cantidad de polen en estas especies se logra a través del incremento en el número de flores masculinas o de estambres (por ejemplo, en Corylus, se producen 2 millones y medio de granos de polen por cada estambre). La expulsión del polen es facilitada por la movilidad de los filamentos de los estambres (poáceas) o por mecanismos de tensión de las anteras dentro del pimpollo floral que determinan literalmente la "explosión" de la flor y la liberación concomitante de una nube de polen en el momento de la antesis (Urtica, Pilea).

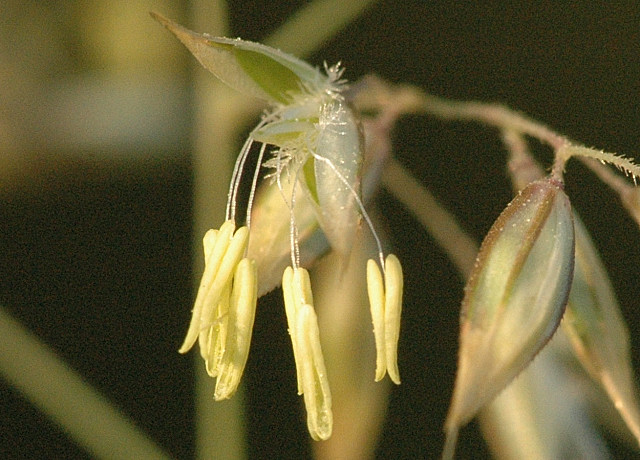
Flores en antesis de Holcus mollis, obsérvense los estigmas plumosos adaptados para "atrapar" los granos de polen que están suspendidos en el aire, y los estambres péndulos, fácilmente movibles por el viento.

Los estilos y estigmas de las especies anemófilas están muy agrandados con el objeto de facilitar la captura del polen que es transportado en el aire. El número de óvulos en los carpelos, por el contrario, suele ser muy reducido en relación con el hecho de que la polinización usualmente la llevan a cabo granos de polen aislados.